# Всеслав од Полоцка
Всеслав Полоцки (рус. Всеслав Брячиславич, Всеслав Вещий); cca 1039 — 1101) био је најпознатији владар Полоцка и нешто кратко велики кнез Кијева од 1068. до 1069. године.

## Биографија
Всеслав био је био син Бриатислава Изиаславича (рус. Брячислав Изяславич), кнеза Полоцка и Витепска, праунук Владимира I Кијевског и Рогњеде Рогволодовне. Рођен је у Полоцку под крштеним именом Василије.
Након очеве смрти, 1044. године, Всеслав је преузео престо Полоцка. У немогућности да обезбеди капитал, Всеслав је кренуо у пљачке северних делова Кијевске Русије. У свом походу, 1065. године опколио је Псков, али није успео да га покори.
У зиму 1066—1067 године, опљачкан је и спаљен Новгород Велики, уклоњено је звоно као и сви други верски објекти из катедрале Свете мудрости, како би за крајњи циљ имали украшавање истоимене Катедрале у Полоцку.
Његови напади претили су синовима лозе Јарослава у Средњем Дњепару, региону изван Скандинавије, Балтичком региону и крајњем северу где су живели важни људи, трговци и крзнари чији су приходи или намењени руским принчевима Блиског Дњепра. Млади Мистислав, тек устоличен у Новгород, приморан је да побегне назад своме оцу, Изиаславу у Кијев, што је представљало велику увреду краљевству.
Удруженим снагама, Јарославици маршом на север, ослободили су Минск, који је у то време био под контролом Полоцка, и поразили Всеслава у бици на реци Немиги 3. марта 1067. године.  Всеслав је успео да побегне али је мучки заробљен у јуну исте године током мировних преговора и затворен у Кијеву.
Умро је 24. априла 1101. године, на Велику среду, два дана уочи Великог петка. Његова смрт протумачена је као велика случајност повезаности два догађаја, као и то да је Исус разапет и умро у истим данима а потом Васкрсао. Сахрањен је у катедрали Свете мудрости у Полоцку.

## Кијевски устанак
Године 1068. у Кијеву је избио устанак као вид побуне против тадашњег великог кнеза Изаслава. Током побуне на реци реци Алти, Изаслав није био у могућности за сазове чланове Већа и организује квалитетну одбрану.
По други пут суочиле су се две војске на отвореном. Искористивши неспремност Изаславове војске, Всеслав је био ослобођен из затвора и проглашен за великог кнеза Кијева. У немогућности да било шта предузме, Изаслав је побегао у Пољску. Седам месеци касније, Изаслев се вратио у Кијев са својом војском и изнова заузео трон, док је овога пута Всеслав побегао у Пољску. Неколико година водиле су се тешке битка за освајање Полоцка. Ослобођен је тек 1071. године.
Током последњих 30 година своје владавине, главни непријатељи били су му Всеволод I Јарославич и његов син Владимир Мономах.

## Легенде
Једна од многобројних легенди говори његовој магијској моћи. Руска хрооника је чак у једном издању објавила да је Всеслав рођен са постељицом на глави и да су чаробњаци рекли мајци да та појава, везана постељица за главу, представља знак добре среће до краја живота.
У најстаријем епу из 12. века, Слово о Игоровом походу, приказан је као Вукодлак. Пораз на реци Немиги опеван је приказан је као борба против Половаца која слаби руску земљу.
Всеслав је тврдио да може да чује црквена звона, украдена из Новгорода, са катедрале у Полоцку чак из Кијева:
"За њега са Полоцка звонила су звона рано за јутрење на Софији,., А он је у Кијеву чуо звук"

## Породично стабло
|  |                           |  |  |  |  |  |  |  |  |  |  |  |  |  |  |  |
|  | 16. Свјатослав I Кијевски |  |  |  |  |  |  |  |  |  |  |  |  |  |  |  |
|  |                           |  |  |  |  |  |  |  |  |  |  |  |  |  |  |  |
|  |                           |  |  |  |  |  |  |  |  |  |  |  |  |  |  |  |
|  | 8. Владимир Велики        |  |  |  |  |  |  |  |  |  |  |  |  |  |  |  |
|  |                           |  |  |  |  |  |  |  |  |  |  |  |  |  |  |  |
|  |                           |  |  |  |  |  |  |  |  |  |  |  |  |  |  |  |
|  | 17. Малуша                |  |  |  |  |  |  |  |  |  |  |  |  |  |  |  |
|  |                           |  |  |  |  |  |  |  |  |  |  |  |  |  |  |  |
|  |                           |  |  |  |  |  |  |  |  |  |  |  |  |  |  |  |
|  | 4. Изјаслав Владимирович  |  |  |  |  |  |  |  |  |  |  |  |  |  |  |  |
|  |                           |  |  |  |  |  |  |  |  |  |  |  |  |  |  |  |
|  |                           |  |  |  |  |  |  |  |  |  |  |  |  |  |  |  |
|  | 18. Рогволод              |  |  |  |  |  |  |  |  |  |  |  |  |  |  |  |
|  |                           |  |  |  |  |  |  |  |  |  |  |  |  |  |  |  |
|  |                           |  |  |  |  |  |  |  |  |  |  |  |  |  |  |  |
|  | 9. Рогњеда Рогволодовна   |  |  |  |  |  |  |  |  |  |  |  |  |  |  |  |
|  |                           |  |  |  |  |  |  |  |  |  |  |  |  |  |  |  |
|  |                           |  |  |  |  |  |  |  |  |  |  |  |  |  |  |  |
|  | 2. Брјачислав Полоцки     |  |  |  |  |  |  |  |  |  |  |  |  |  |  |  |
|  |                           |  |  |  |  |  |  |  |  |  |  |  |  |  |  |  |
|  |                           |  |  |  |  |  |  |  |  |  |  |  |  |  |  |  |
|  | 1. Вшеслав Полоцки        |  |  |  |  |  |  |  |  |  |  |  |  |  |  |  |
|  |                           |  |  |  |  |  |  |  |  |  |  |  |  |  |  |  |
|  |                           |  |  |  |  |  |  |  |  |  |  |  |  |  |  |  |